# Соглашение об адаптации Договора об обычных вооружённых силах в Европе
Соглашение об адаптации Договора об обычных вооружённых силах в Европе (ДОВСЕ) — международное соглашение, подписанное 19 ноября 1999 года на стамбульском саммите ОБСЕ.
Было разработано с целью урегулирования военного дисбаланса, связанного с масштабными военно-политическими изменениями, произошедшими в Европе после подписания в 1990 году Договора об обычных вооружённых силах в Европе, — распадом СССР, роспуском Организации Варшавского договора (ОВД), расширением НАТО и вступлением в него ряда бывших государств-членов ОВД и постсоветских государств.
На основе адаптированного ДОВСЕ предполагалось осуществить переход от блоковой структуры ДОВСЕ к национальным и территориальным уровням вооружений и техники для каждого государства-участника. Соглашение об адаптации ДОВСЕ не было ратифицировано ни одной из стран НАТО и так и не вступило в силу.
13 июля 2007 президент России Владимир Путин подписал Указ «О приостановлении Российской Федерацией действия Договора об обычных вооружённых силах в Европе и связанных с ним международных договоров», а 29 ноября 2007 был принят соответствующий закон.
10 марта 2015 года Российская Федерация объявила о приостановлении своего участия в заседаниях Совместной консультативной группы по Договору об обычных вооружённых силах в Европе. Таким образом, как заявили в МИД РФ, объявленное Россией в 2007 году приостановление действия ДОВСЕ стало полным.

## Договор об обычных вооружённых силах в Европе
Договор об обычных вооружённых силах в Европе (ДОВСЕ) был подписан 19 ноября 1990 года полномочными представителями шестнадцати государств-участников НАТО (Бельгия, Великобритания, Германия, Греция, Дания, Исландия, Испания, Италия, Канада, Люксембург, Нидерланды, Норвегия, Португалия, США, Турция и Франция) и шести государств-участников Организации Варшавского договора (ОВД) (Болгария, Венгрия, Польша, Румыния, СССР и Чехословакия) и вступил в силу 9 ноября 1992 года.
Договор устанавливал равновесие обычных вооружённых сил государств-участников двух военно-политических союзов на пониженном уровне, одновременно ограничивая возможности размещения их обычных вооружений вдоль линии соприкосновения между блоками и препятствуя, таким образом, созданию потенциала для внезапного нападения и ведения крупномасштабных наступательных действий в Европе.
В основе ДОВСЕ лежала система количественных ограничений на пять основных категорий обычных вооружений и техники в обычных вооружённых силах государств-участников в районе применения Договора (от Атлантического океана до Уральских гор, реки Урал и Каспийского моря, включая островные территории) — боевые танки, боевые бронированные машины, артиллерию, ударные вертолёты и боевые самолёты.

## Соглашение об адаптации ДОВСЕ
Соглашение об адаптации ДОВСЕ, подписанное 19 ноября 1999 года на Стамбульском саммите ОБСЕ, было разработано с целью урегулирования военного дисбаланса, связанного с масштабными военно-политическими изменениями, произошедшими в Европе после подписания в 1990 году Договора об обычных вооружённых силах в Европе, — распадом СССР, роспуском Организации Варшавского договора (ОВД), расширением НАТО и вступлением в него ряда бывших государств-членов ОВД и постсоветских государств (Латвии, Литвы и Эстонии).
Этим Соглашением вместо зонально-групповой системы квот (по признаку членства в военно-политических союзах времён «холодной войны») вводились национальные и территориальные лимиты для каждого государства-участника (последние предполагали возможность размещения на территории государств боевой техники других стран, но не выше оговорённого уровня). Предполагалось, что режим адаптированного ДОВСЕ будет способствовать укреплению безопасности каждого государства-участника независимо от его принадлежности к военно-политическим союзам.
Квота России практически не изменялась по сравнению с Ташкентским соглашением о принципах и порядке выполнения ДОВСЕ, подписанным рядом постсоветских государств 15 мая 1992 года, — 6 350 танков, 11 280 бронемашин, 6 315 артиллерийских систем, 3 416 самолётов и 855 вертолётов. Одновременно фланговые квоты Российской Федерации (на северо-западе Европейской части России и на Северном Кавказе) увеличивались до 1 300 танков, 2 140 бронемашин и 1 680 артиллерийских систем.
Новые квоты устанавливались для следующих стран:
- Бельгия — 300 танков, 989 ББМ, 288 артиллерийских систем, 209 боевых самолётов, 46 ударных вертолётов.
- Великобритания — 843 танка, 3 017 ББМ, 583 артиллерийские системы, 855 боевых самолётов, 350 ударных вертолётов.
- Германия — 3 444 танка, 3 281 ББМ, 2 255 артиллерийских систем, 765 боевых самолётов, 280 ударных вертолётов.
- Голландия — 520 танков, 864 ББМ, 485 артиллерийских систем, 230 боевых самолётов, 50 ударных вертолётов.
- Греция — 1 735 танков, 2 498 ББМ, 1 920 артиллерийских систем, 650 боевых самолётов, 65 ударных вертолётов.
- Дания — 335 танков, 336 ББМ, 446 артиллерийских систем, 82 боевых самолёта, 18 ударных вертолётов.
- Испания — 750 танков, 1 588 ББМ, 1 276 артиллерийских систем, 310 боевых самолётов, 80 ударных вертолётов.
- Италия — 1 267 танков, 3 172 ББМ, 1 818 артиллерийских систем, 618 боевых самолётов, 142 ударных вертолёта.
- Норвегия — 170 танков, 275 ББМ, 491 артиллерийская система, 100 боевых самолётов, 24 ударных вертолёта.
- Словакия — 478 танков, 683 ББМ, 383 артиллерийские системы, 100 боевых самолётов, 40 ударных вертолётов.
- США — 1 812 танков, 3 037 ББМ, 1 553 артиллерийские системы калибра, 784 боевых самолёта, 396 ударных вертолётов.
- Турция — 2 795 танков, 3 120 ББМ, 3 523 артиллерийские системы, 750 боевых самолётов, 130 ударных вертолётов.
- Франция — 1 226 танков, 3 700 ББМ, 1 192 артиллерийские системы, 800 боевых самолётов, 374 ударных вертолёта.
- Чехия — 957 танков, 1 367 ББМ, 767 артиллерийских систем, 230 боевых самолётов, 50 ударных вертолётов.

Квоты стран бывшего СССР, а также Болгарии, Венгрии, Исландии, Канады, Люксембурга, Польши, Португалии и Румынии не изменялись по сравнению с первоначальным вариантом ДОВСЕ.
Соглашение об адаптации ДОВСЕ было подписано 30 государствами (страны НАТО, Ташкентского соглашения, а также Болгария, Румыния и Словакия). Ратифицировано оно было лишь Белоруссией, Казахстаном, Россией и Украиной и так и не вступило в силу.
Грузия и Молдавия отказались приступить к процессу ратификации, требуя исполнения Россией обязательств о выводе войск с их территории, которые Россия взяла на себя в Стамбуле. На этом основании страны НАТО также блокировали процесс ратификации Соглашения. Позиция России состояла в том, что соглашения с Грузией и Молдавией, подписанные в Стамбуле до подписания Соглашения об адаптации ДОВСЕ, носили двусторонний характер и не имели отношения к ДОВСЕ, а потому не должны были являться препятствием для ратификации Соглашения другими странами.
Прибалтийские государства (Латвия, Литва и Эстония) и балканские страны (Словения, Албания и Хорватия), вступившие в НАТО в 2004 и 2009 годах, отказались присоединяться к ДОВСЕ.

## Мораторий и приостановление действия Договора
26 апреля 2007 года российский президент Владимир Путин в своём обращении к Федеральному собранию заявил о возможном объявлении моратория на исполнение Россией условий ДОВСЕ в связи с тем, что страны НАТО не ратифицировали Соглашение об адаптации ДОВСЕ от 1999 года. Действие моратория, по его словам, планировалось сохранить до тех пор, пока все страны НАТО без исключения не ратифицируют договор и не начнут его строго исполнять. В случае «отсутствия прогресса на переговорах» Путин пообещал прекратить выполнение Россией обязательств по ДОВСЕ.
13 июля 2007 года Путин подписал Указ «О приостановлении Российской Федерацией действия Договора об обычных вооружённых силах в Европе и связанных с ним международных договоров».
В декабре 2007 года односторонний российский мораторий на исполнение ДОВСЕ вступил в силу. В то же время, российская сторона с учётом обращений ряда государств-участников ДОВСЕ приняла решение в порядке исключения продолжить участие в работе Совместной консультативной группы по ДОВСЕ, рассчитывая, что эта площадка будет задействована для разработки нового режима контроля над обычными вооружениями. 10 марта 2015 года Российская Федерация объявила о приостановлении своего участия в заседаниях СКГ, признав продолжение участия в заседаниях СКГ бессмысленным с политической и практической точек зрения. Таким образом, как заявили в МИД РФ, объявленное Россией в 2007 году приостановление действия ДОВСЕ стало полным.